# Guglielmo Korner
Giovanni Guglielmo Korner, detto Guglielmo Korner, nome italianizzato di Johann Wilhelm Körner (Kassel, 20 aprile 1839 – Milano, 28 marzo 1925), è stato un chimico tedesco naturalizzato italiano.

## Biografia
Laureato in chimica al Politecnico di Gießen nel 1860, rimase per tre anni nella stessa università finché nel 1864 si recò a Gand per seguire Kekulé. Rimase in Belgio fino al 1866, anno in cui Kekulé si trasferì all'Università di Bonn. Nel 1867 si trasferì a Palermo, come assistente di Stanislao Cannizzaro. Nel 1870 fu nominato professore di Chimica organica alla Scuola Superiore di Agricoltura di Milano, cattedra che mantenne fino al 1922.

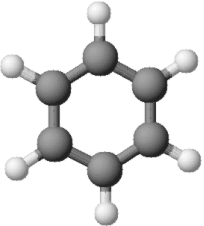
Modello molecolare del benzene

L'opera scientifica di Koerner è in relazione alla teoria di Kekulé sulla costituzione dei composti aromatici, arricchendo la serie del benzene di numerosi derivati. Si interessò notevolmente ad una serie di molecole presenti nelle piante (Resveratrolo, Acido aspartico, Acido fumarico, Acido vanilico, alcaloidi dell'angostura, Orcina, Leucina, ecc.). Con Angelo Menozzi nel 1887 ha sintetizzato l'asparagina.
Riposa insieme alla sua famiglia al Cimitero Monumentale di Milano nella celebre Edicola Körner (1929) dello scultore Adolfo Wildt.

## Opere
- Guglielmo Koerner, La determinazione del luogo chimico nei composti così detti aromatici, Palermo, 1868.
- Guglielmo Koerner, Fatti per servire alla determinazione del luogo chimico nelle sostanze aromatiche, Palermo, F. Lao, 1869.
- Guglielmo Koerner, Synthese d'une base isomere à la toluidine, Palermo, 1869.
- Guglielmo Koerner, Studj sull'isomeria delle così dette sostanze aromatiche a sei atomi di carbonio, comunicazione dal laboratorio di chimica organica della Regia Scuola superiore di agricoltura in Milano, Milano: Scuola superiore di agricoltura, 1874.
- Guglielmo Koerner, Intorno a due acidi benzobisolforici ed ai loro rapporti con altri composti, Presentata da Polli Giovanni, Milano, Bernardoni, 1875.
- Wilhelm Koerner, Die Grundzuge der ungarischen Sprache, Berlin, Weidmann, 1882.
- Guglielmo Koerner, Lezioni di Chimica organica, Raccolte da Alfredo Gilardi e Niccolo Baseggio, Milano, Tipografia Litografica Minotti Ernesto, 1887.
- Guglielmo Koerner, Ricerche sulla composizione e costituzione della siringina, un glucoside della Syringa vulgaris, Milano, Tipografia Bernardoni di C. Rebeschini, 1888.
- Wilhelm Koerner, Uber die Bestimmung des chemischen Ortes bei den aromatischen Substanzen : vier Abhandlungen, Aus dem Franzosischen und Italienischen ubersetzt und herausgegeben von G. Bruni und B. L. Vanzetti, Leipzig, Engelmann, 1910.
- Guglielmo Koerner, Pubblicazioni raccolte ed ordinate in occasione del 50º anniversario della sua laurea, Milano, Tipografia degli Operai, 1910.
- La determinazione del luogo chimico nei composti cosiddetti aromatici: l'opera classica di Guglielmo Koerner, Milano, Tipografia degli operai, 1910.
- Guglielmo Koerner, L'industria chimica in Italia nel cinquantennio (1861-1910), Roma, Tipografia della Regia Accademia dei Lincei, 1911.
- Guglielmo Koerner, Dinitroderivati delle benzine metadialogenate, Roma, Tipografia della Regia Accademia Dei Lincei, 1913.
- Guglielmo Koerner, Paranitroaniline ortoalogenate e loro derivati, Roma, Tipografia della Regia Accademia Dei Lincei, 1913.
- Guglielmo Koerner, Benzine nitrosostituite ottenute dai corrispondenti aminoderivati, Roma, Tipografia della Regia Accademia Dei Lincei, 1914.
- Guglielmo Koerner, Il quinto trinitrotoluene ε e prodotti dinitroalogeno sostituti corrispondenti, Roma, Tipografia della Regia Accademia dei Lincei, 1915.
- Guglielmo Koerner, Analisi qualitativa : Appunti presi alle Lezioni del prof. Guglielmo Koerner nel Regio Politecnico e nella Regia Scuola superiore di agricoltura di Milano nell'aa 1913-4, Varese, Tipografia A. Nicola e C., 1915.
- Guglielmo Koerner, Il sesto trinitro-toluene e prodotti dinitro-alogeno sostituiti corrispondenti, Roma, Tipografia della Regia Accademia Dei Lincei, 1916.
- Wilhelm Koerner, Die Chronik von Eppertshausen : Der reichsritterschaftliche freiherrliche Ort Eppertshausen. Der geschichtliche Werdegang einer Gemeinde im Widerstreit der herrschenden Machte un Krafte, a cura di Wilhelm Korner , mit drei Beitragen von Sven Muller, Eppertshausen, Herausgeber, 1995.
- Wilhelm Koerner, Was die Flurnamen des Ortes Eppertshausen erzahlen, Eppertshausen, Gemeinde Eppertshausen, 1998.

## Riconoscimenti
- Fu accolto come membro in numerose società scientifiche, per es. l'Accademia Nazionale dei XL, Accademia Nazionale dei Lincei, Royal Society. Nel 1900 vinse la prestigiosa Medaglia Davy.